# Gare de Fontenoy-sur-Moselle
Gare de Fontenoy-sur-Moselle vasútállomás Franciaországban, Fontenoy-sur-Moselle településen.

## Vasútvonalak
Az állomást az alábbi vasútvonalak érintik:
- Párizs-Strasbourg-vasútvonal

## Kapcsolódó állomások
A vasútállomáshoz az alábbi állomások vannak a legközelebb:
- Gare de Liverdun
- Gare de Toul